# Pic d'Almansor
El Pic Almansor és una muntanya situada a la província d'Àvila, Espanya; és la més alta de la serra de Gredos amb 2.592 metres d'altura.